# Presó de Fuchū
Presó de Fuchū (府中刑務所, Fuchū keimusho) és una presó del Japó. Està situada a la ciutat de Fuchū, Tokyo cap a l'oest del centre de la metròpoli de Tòquio. Abans de la Segona Guerra Mundial, Fuchū fou una presó per a detenir-hi líders comunistes japonesos, membres de sectes religioses prohibides, i líders del moviment independentista coreà.

## Història
La presó de Fuchū es va obrir el juny de 1935 després que el Ministeri de l'Interior determinés la necessitat d'una presó nova i més gran en una revisió posterior al gran terratrèmol de Kantō de 1923, durant el qual va ser destruïda la principal presó de Tòquio, la presó de Sugamo. Durant el període previ a la guerra, la presó també va allotjar molts presos polítics, així com delinqüents comuns.
Després de la guerra, la presó va rebre la visita de Harold Isaacs de Newsweek, el corresponsal francès Robert Guillain, John K. Emmerson, E. Herbert Norman i el reporter de Domei Tay Tateishi.
El famós "Robatori de 300 milions de iens" l'any 1968 va tenir lloc fora dels murs de la presó.
Les instal·lacions de la presó van ser renovades durant un període de deu anys, de 1986 a 1995.
El desembre de 2015, la presó de Fuchū era la presó més gran del Japó, amb 2086 presos. Cobrint una superfície de 22,6 hectàrees (56 acres) i està envoltada per uns 1,8 quilòmetres (1,1 milles) de murs amb una alçada de 5,5 metres (18 peus). Les cel·les es divideixen en quatre blocs: presos ordinaris, presos estrangers, presos amb malalties mentals i presos amb discapacitats físiques o ferits. Els presos estrangers masculins al Japó generalment s'allotgen a la presó de Fuchū. La presó també conté nombrosos tallers de formació professional. Els estrangers són empresonats per diversos delictes, però tots en cel·les individuals en dos o tres blocs.
L'any 2025, Javier Casado director de la Fundación +34 que ajuda presos espanyols de diverses presons fora de l'Estat espanyol, declarà la presó de Fuchū com la pitjor de tot el món, ja que a diferència de la resta de presons es limitava el menjar donat als presos segons el tipus d'aliment, a la presó de Fuchū es limitava segons el nombre de calories, unes 1.185 quilocalories al dia. Aquesta limitació era estricta i no distingia entre nacionalitats ni configuració morfològica. A més, s'infligien altres limitacions estrictes com no poder parlar amb ningú ni tampoc poder mirar als ulls dels funcionaris de presons. També eren legals els càstigs físics i mentals com tenir asseguts en tamborets metàl·lics durant dos a dues hores al dia els presos, obligant-lo a menjar, dormir i fer les seves necessitats allà teix.

## Presos notables

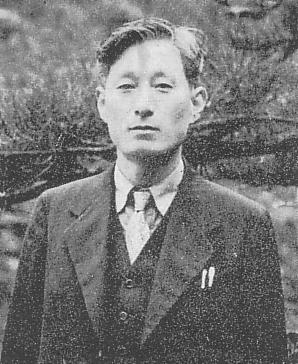
Kim Chon-hae

- George Abe - Autor japonès i antic membre de la yakuza[8]
- Richard Hinds - assassí estatunidenc[9][10][11]
- Kim Chon-hae[2]
- Yoshio Shiga[2]
- Kenichi Shinoda - yakuza japonès
- Yoshie Shiratori - Fugitiu de quatre presons, sent aquesta la seva última (i la primera en què va complir la seva condemna de presó abans de la llibertat condicional).
- Masashi Tashiro[12]
- Kyuichi Tokuda[2]

## Lectures addicionals
- Kyuichi Tokuda, Yoshio Shiga. Eighteen Years in Prison.  Jiji Press, 1947.